# 아르네 유틸라이넨
아르네 에드바르드 유틸라이넨(Aarne Edward Juutilainen: 1904년 10월 18일 – 1976년 10월 28일)은 은 핀란드의 육군 군인이다. 최종 계급은 대위. 1930년에서 1935년까지 프랑스 외인부대 병사로 모로코에서 복무하며 아틀라스 산맥의 아랍인 반군을 때려잡는 일을 했다. 이때의 경력으로 "모로코의 공포"라는 별명을 얻었다. 핀란드로 귀국한 이후 핀란드 방위군 육군에 입대하여 겨울 전쟁 당시 콜라 전투의 영웅이 되었다.